# La Chapelle-Bâton, Vienne

La Chapelle-Bâton este o comună în departamentul Vienne, Franța. În 2009 avea o populație de 360 de locuitori.